# Firework (노래)
〈Firework〉는 미국의 가수 케이티 페리의 노래이다. 스타게이트, 샌디 비, 에스터 딘 등 많은 프로듀서들이 참여하였으며, 페리의 두 번째 정규 앨범 Teenage Dream의 세 번째 싱글로 2010년 10월 26일 캐피톨 레코드를 통해 발매되었다. 케이티 페리는 음반 수록곡 중 가장 중요하게 여겼던 노래였다고 밝혔다.
〈Firework〉는 대부분 긍정적인 평가를 받았는데, 영국의 밴드 콜드플레이와 비슷하고 익숙한 멜로디로 비교되기도 했다. 싱글은 상업적인 성공을 거뒀는데, 빌보드 핫 100 차트를 포함한 세계 20여 개 국가에서 5위권 진입을 했다. 또한 미국 음반 산업 협회로부터 더블 플래티넘 인증을 받았다. 2011년 1월 8일자 차트에서 〈Firework〉은 509,000만 건의 디지털 판매 건수를 올렸는데, 이는 케샤의 〈Tik Tok〉이 기록한 610,000만 건을 이은 여성 가수로서 두 번째 기록이다.(미국 기록) 또한 전체 가수로서는 네 번째 기록이였다. 뮤직비디오는 데이브 마이어스 감독이 맡아 진행되었고, 2010년 10월 28일 공개되었다.

## 수록곡
- 디지털 다운로드

1. "Firework" – 3:47
2. "Firework" (Music video) - 3:55

- 독일 CD 싱글

1. "Firework" – 3:48
2. "Firework" (Instrumental) – 3:48

## 차트
| 차트 (2010–11)                  | 최고 순위 |
| ------------------------------- | --------- |
| 오스트레일리아 아리아 싱글 차트 | 3         |
| 오스트리아 싱글 차트            | 3         |
| 벨기에 싱글 차트 (플랜더스)     | 5         |
| 벨기에 싱글 차트 (왈로니아)     | 5         |
| 브라질 핫 100 에어플레이        | 10        |
| 브라질 핫 팝 송                 | 2         |
| 캐나디안 핫 100                 | 1         |
| 체코 에어플레이 차트            | 4         |
| 덴마크 싱글 차트                | 14        |
| 도치 탑 40                      | 6         |
| 유러피안 핫 100 싱글            | 9         |
| 핀란드 싱글 차트                | 18        |
| 프랑스 싱글 차트                | 7         |
| 독일 미디어 컨트롤 차트         | 4         |
| 헝가리 에어플레이 차트          | 2         |
| 아일랜드 싱글 차트              | 2         |
| 이탈리아 싱글 차트              | 4         |
| 재팬 핫 100                     | 46        |
| 뉴질랜드 싱글 차트              | 1         |
| 노르웨이 싱글 차트              | 2         |
| 폴란드 에어플레이 차트          | 3         |
| 루마니아 탑 100                 | 15        |
| 스코틀랜드 싱글 차트            | 3         |
| 슬로바키아 에어플레이 차트      | 2         |
| 스페인 싱글 차트                | 14        |
| 스웨덴 싱글 차트                | 4         |
| 스위스 싱글 차트                | 3         |
| 영국 싱글 차트                  | 3         |
| 미국 빌보드 핫 100              | 1         |
| 미국 어덜트 컨템포러리          | 4         |
| 미국 어덜트 팝 송               | 1         |
| 미국 핫 댄스 클럽 송            | 1         |
| 미국 팝 송                      | 1         |

| 차트 (2010)                            | 순위 |
| -------------------------------------- | ---- |
| 오스트레일리아 싱글 차트               | 24   |
| 독일 (미디어 컨트롤)                   | 88   |
| 헝가리 에어플레이 차트                 | 94   |
| 아일랜드 싱글 차트                     | 9    |
| 뉴질랜드 싱글 차트                     | 17   |
| 영국 싱글 차트 (더 오피셜 차트 컴퍼니) | 19   |
| 차트 (2011)                            | 순위 |
| 미국 (빌보드 핫 100)                   | 3    |

| 국가           | 인증        |
| -------------- | ----------- |
| 오스트레일리아 | 5× 플래티넘 |
| 오스트리아     | 골드        |
| 벨기에         | 골드        |
| 캐나다         | 골드 (MT)   |
| 캐나다         | 4× 플래티넘 |
| 독일           | 골드        |
| 이탈리아       | 플래티넘    |
| 뉴질랜드       | 2× 플래티넘 |
| 스위스         | 골드        |
| 영국           | 플래티넘    |
| 미국           | 5× 플래티넘 |

## 같이 보기
- 2010년 빌보드 핫 100 차트 1위 목록
- 2011년 빌보드 핫 100 차트 1위 목록